# Alexander Petersson
Alexander Petersson (Riga, 2 de julho de 1980) é um handebolista profissional islandês, medalhista olímpico, de origem letã.
Alexander Petersson fez parte do elenco da inédita medalha de prata, em Pequim 2008.